# Michel Boucheron
Pour les articles homonymes, voir Boucheron (homonymie).

a Compétitions nationales et continentales officielles uniquement.

Dernière mise à jour le 28 septembre 2021.
Michel Boucheron, né le 30 mars 1903 à Clermont-Ferrand et mort le 31 mai 1940 à Dunkerque, est un joueur français de rugby à XV évoluant au poste de demi de mêlée.

## Biographie

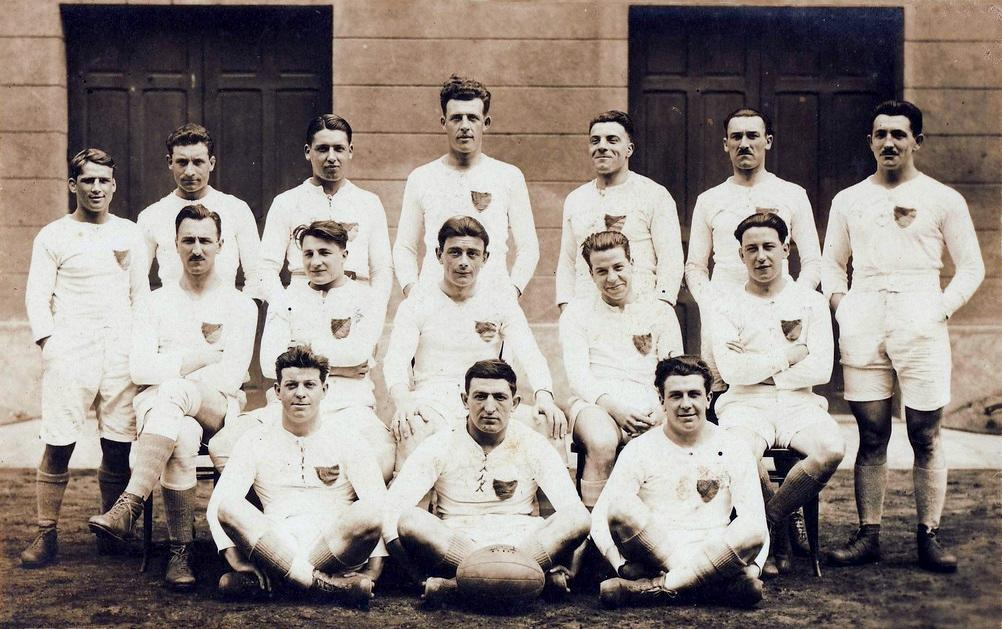
Michel Boucheron est assis à droite au 1er rang avec l'équipe de l'ASM en 1925.

Il joue avec l'AS Montferrand entre 1924 et 1931. Il remporte le Championnat Honneur en 1925 aux côtés de Louis Puech, futur président du Stade toulousain, et de Joseph Marmayou et accède à la première division, élite que le club montferrandais ne quittera plus. Le 7 octobre 1926, il est membre, comme Puech et Maurice Savy, de l'équipe du Centre qui dispute un match, arbitré par l'ancien international Georges Jérome, contre les Māori, sans George Nepia absent lors de cette tournée, perdu 16 à 3,,.

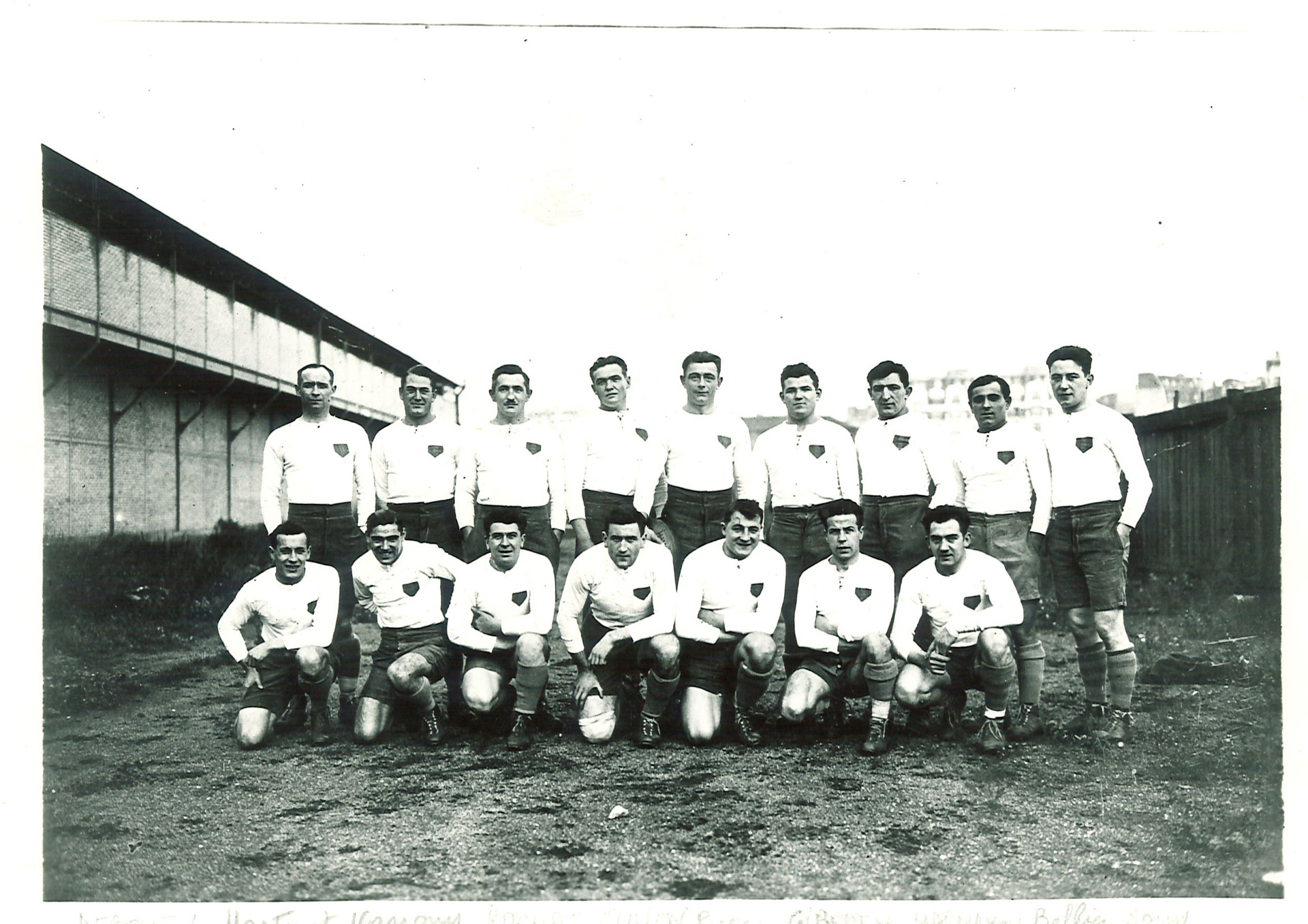
Michel Boucheron assis au 1er rang à la droite de Maurice Savy.

Après sa carrière de joueur, il part travailler à l'usine Michelin de Torino Dora, construite en 1907, et y entraîne l'équipe de rugby de la ville, le GUF Torino, jusqu'en 1938, et dont le capitaine est Vincenzo Bertolotto, international italien. Il est donc nommé en février 1934 responsable technique des équipes aux couleurs blanches et bleues et c'est avec cette responsabilité que le Français donne au GUF (Gruppo Universitario Fascista) un élan dynamique et moderne qui permet au rugby turinois de s'imposer au niveau national, juste derrière l'Amatori Rugby Milan. Les entraîneurs français font école en Italie à cette époque : Julien Saby devient en 1934 conseiller technique de l'équipe nationale italienne. Quand, en 1936, Saby passe chez l'Amatori Milan, déjà capable d'attirer les meilleurs joueurs italiens, la Fédération est presque obligée de choisir Michel Boucheron comme entraîneur de l'équipe au vu du travail réalisé à Turin. Le 22 mars 1936, il dirige à Crémone en qualité d'arbitre le match Lombardie - Émilie-Romagne en finale du Trofeo delle Zone (tournoi regroupant 8 provinces italiennes). Boucheron est nommé directeur azzuro le 24 mars 1936 et participe, assisté de Luigi Bricchi, vice-président de la Commission Technique, au Championnat européen des nations à Berlin en mai 1936 où l'Italie termine troisième. C'est une brève parenthèse pour l'Auvergnat. En 1937, Julien Saby reprend l'équipe nationale et Boucheron retourne à Turin.

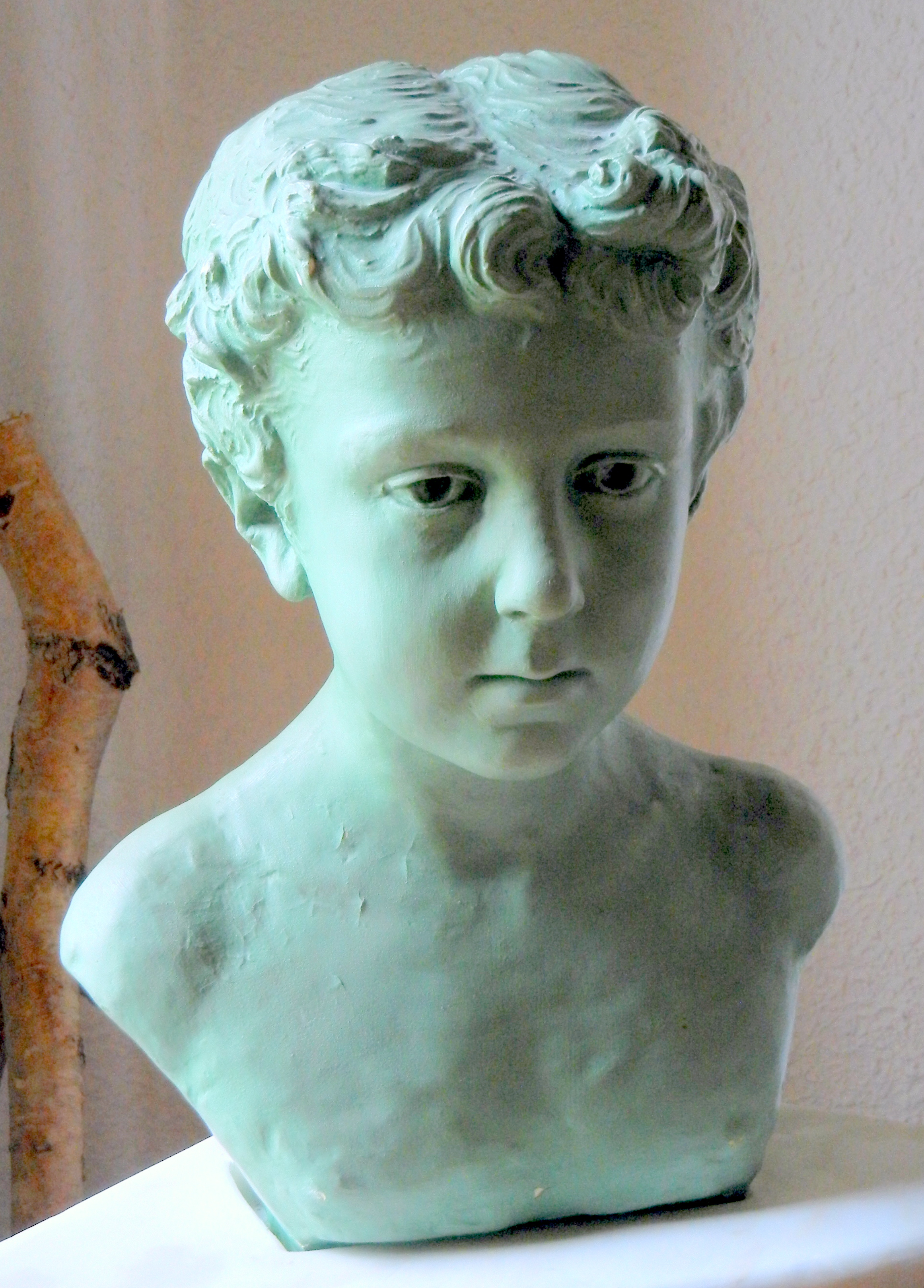
Michel Boucheron à l'âge de 10 ans environ

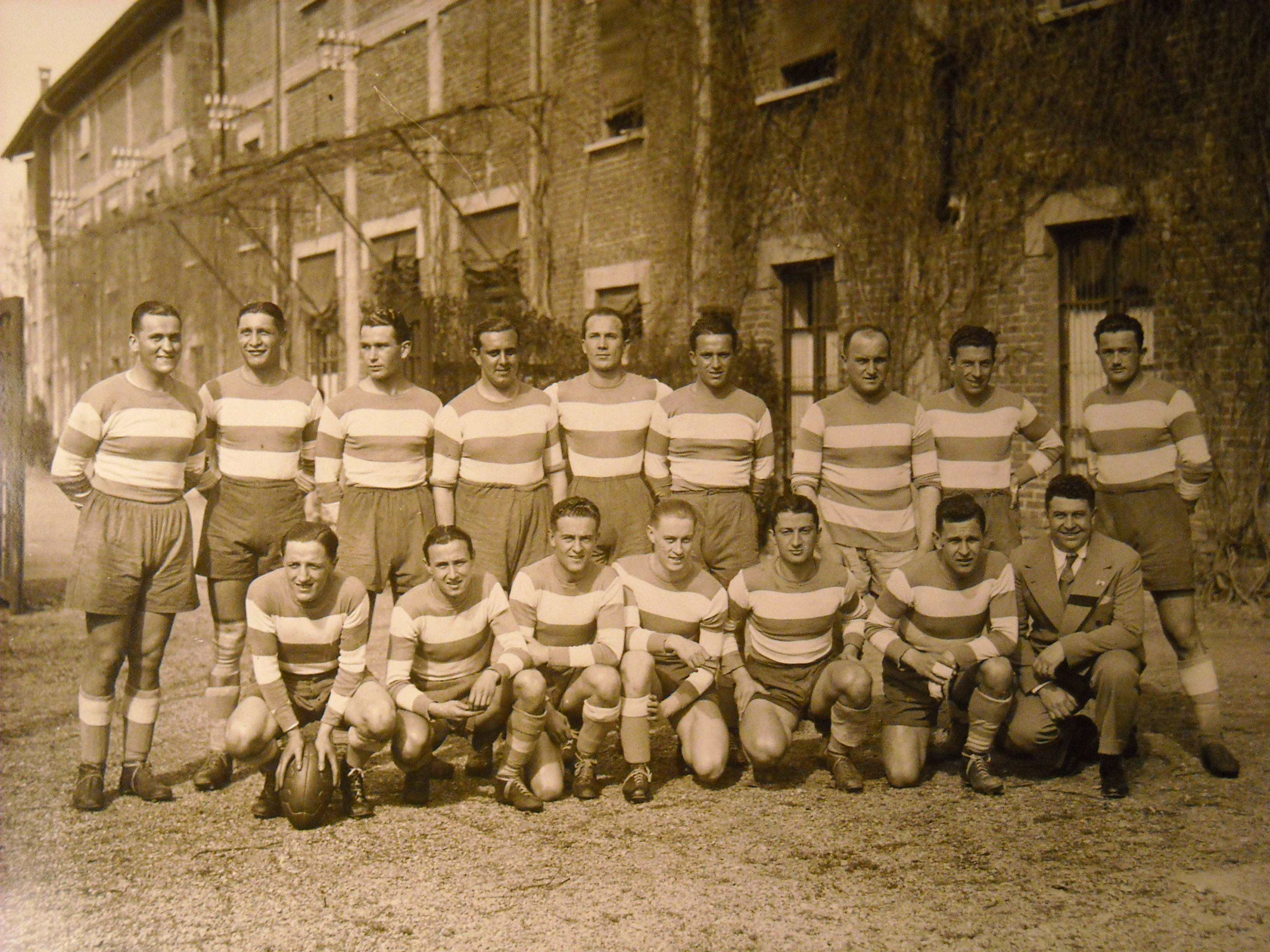
L'équipe du GUF Torino : 2e du championnat 1935-1936.

Michel Boucheron, surnommé Michu lors de son passage à l'AS Montferrand, reste aux rênes du GUF jusqu'à la fin de 1938. « Je laisse les Blancs et Bleus pour rentrer en France » déclare-t-il après que, comme Carlo Bergoglio l'écrit en 1949, a lieu à la Chambre des faisceaux et des corporations un scandale au cri de « Tunis-Djibouti-Suez » : c'est par ces acclamations que les députés italiens appuient en 1938 la déclaration du ministre des Affaires étrangères sur l'aspiration naturelle de l'Italie sur ces territoires. Après son départ d'Italie, il se retrouve à Dunkerque avec le 92e régiment d'infanterie de marine où il embarque sur le torpilleur Sirocco. C'est sur ce navire, durant l'opération Dynamo, qu'il trouve la mort le 31 mai 1940, en même temps qu'André Vesvre et Guy Cohalion, également anciens joueurs de l'ASM, ainsi que 660 soldats et marins. Son nom figure sur une stèle en mémoire des sociétaires disparus durant les deux guerres mondiales et de Marcel Michelin dans l'enceinte du stade de l'ASM Clermont Auvergne.

## Palmarès

### En tant que joueur
- Vainqueur du Championnat Honneur en 1925 avec l'AS Montferrand[1].

### En tant qu'entraîneur
- Finaliste du Championnat de série A en 1936 avec le GUF Torino.
- 3e du tournoi européen FIRA de Berlin en 1936 avec l'Italie.